# هیفومی کاتو
هیفومی کاتو (ژاپنی: Hifumi؛ زادهٔ ۱ ژانویهٔ ۱۹۴۰) اهل ژاپن است.

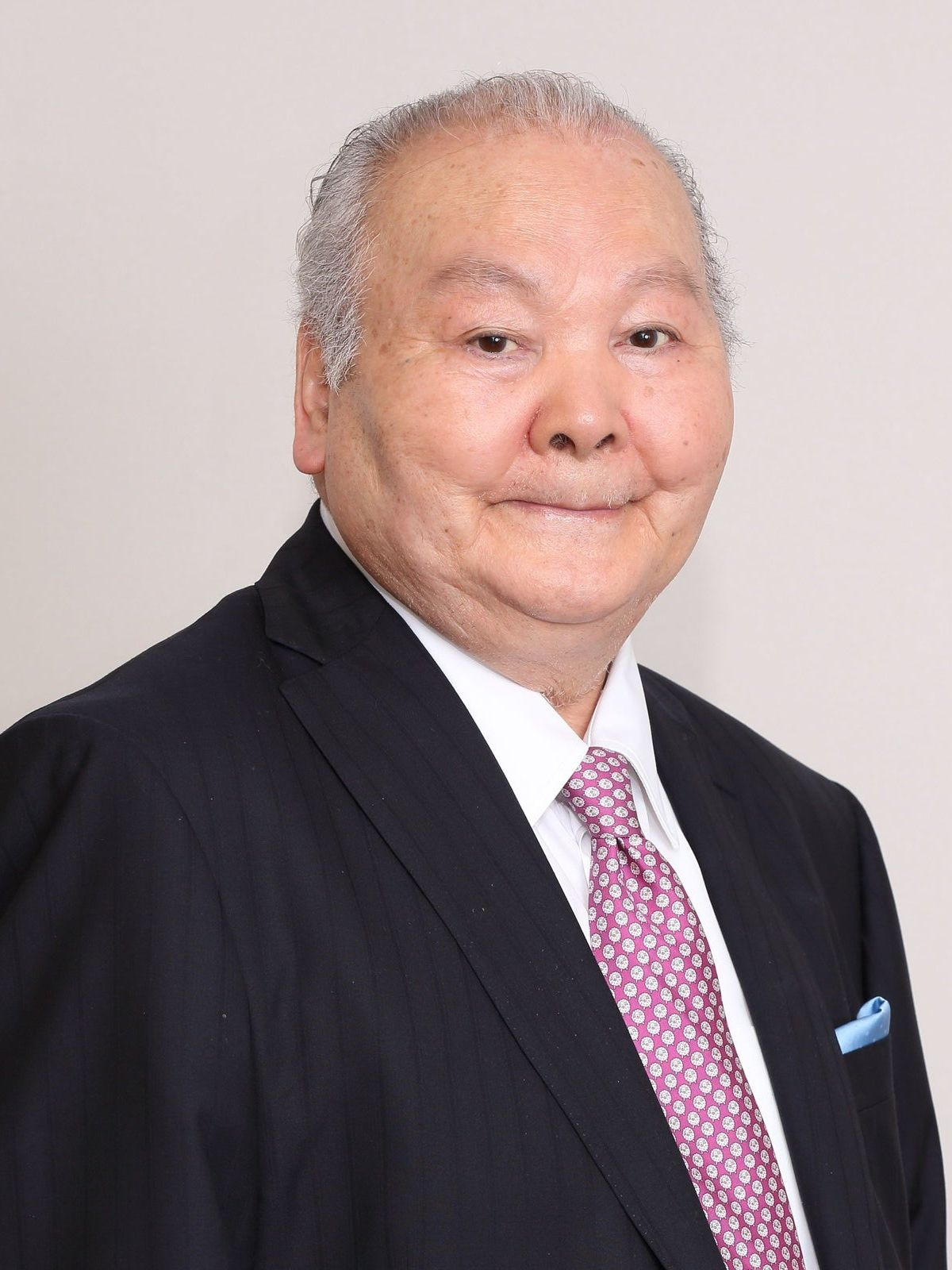

او همچنین برندهٔ جوایزی همچون شخصیت دارای شایستگی فرهنگی شده‌است.